# Avenue Corentin-Cariou
Pour les articles homonymes, voir Corentin Cariou et Cariou.
L'avenue Corentin-Cariou est une avenue du 19e arrondissement de Paris.

## Situation et accès
Cette avenue prolonge l'avenue de Flandre jusqu'à l'avenue de la Porte-de-la-Villette et la porte de la Villette historique.
Elle est desservie par la ligne 7 aux stations Corentin Cariou et Porte de la Villette et par la ligne 3b du tramway d'Île-de-France à cette dernière station.

## Origine du nom

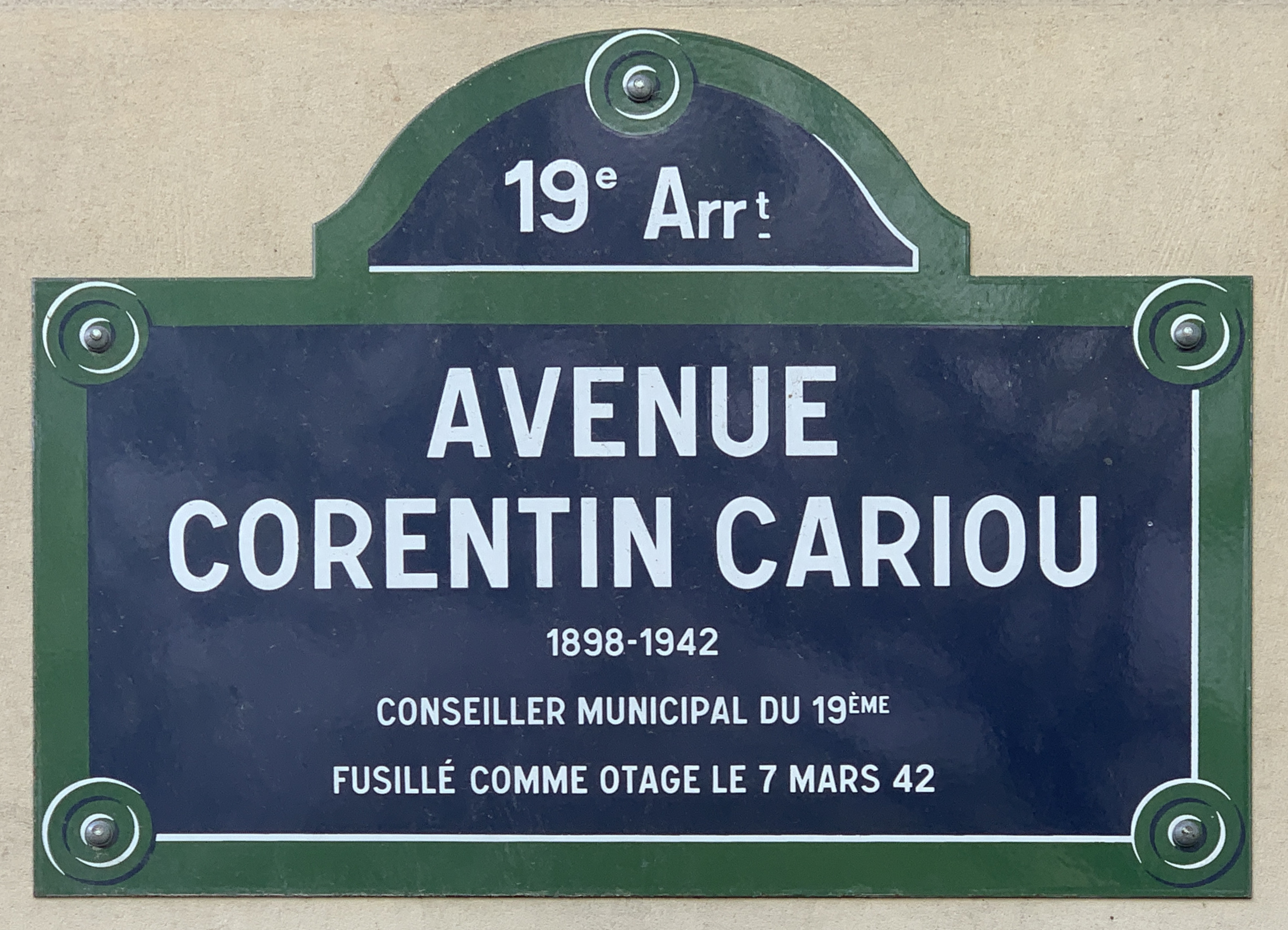
Plaque de l'avenue.

Elle a été nommée en l'honneur de Corentin Cariou (1898-1942), conseiller municipal PCF du 19e arrondissement, fusillé comme otage par les Allemands pendant l'Occupation.

## Historique
Anciennement partie de l'« avenue de Flandres », elle a été renommée en 1944 « avenue Corentin-Cariou ».

## Bâtiments remarquables et lieux de mémoire
- No 1 : gare du Pont-de-Flandre, sur l'ancienne ligne de Petite Ceinture.
- Nos 1 à 7 : emplacement de l’ancien cimetière de La Villette[1].